# Papaipema engelhardti
Papaipema engelhardti là một loài bướm đêm trong họ Noctuidae.